# Баян-хутуг
Баян-хутуг была императрицей династии Юань в качестве второй жены Тогон-Тэмура.

## Биография

### Брак
В июле 1335 года первая императрица Тогон-Тэмура, Данашири, дочь премьер-министра Эль-Тэмура, была свергнута и позже приговорена к смертной казни.
Только в 1337 году Тогон-Тэмур женился во второй раз, на этот раз на девушке из влиятельного племени хонгирад, Баян-хутуг. Её интронизация в качестве императрицы состоялась 18 апреля 1337 года, когда ей было всего тринадцать лет.

### Правление
Согласно традиционным источникам, Баян-хутуг была известна своей невзрачностью и простыми привычками, предпочитая вести уединённый образ жизни, предположительно из-за того, что Тогон-Тэмур уделял ей очень мало внимания.
Однако, во время путешествия в Шанду, всего в 320 километрах (200 милях) к северу от Даду (Пекин), Тогон Тэмур пожелал нанести визит своей императрице. Он послал евнуха в качестве посланника, чтобы выразить это желание. Строгая императрица ответила: «Вечер — не время для вашего превосходительства ходить туда-сюда». Евнух вернулся к своему хозяину и передал слова императрицы. Тогон Темур отправлял его обратно ещё два раза, но каждый раз получал отказ. Это заставило императора более высоко ценить добродетельность Баян-хутуг.

### Смерть
8 сентября 1365 года Баян-хутуг скончалась в возрасте всего сорока двух лет.

## Образ в искусстве
- Сыграла Лим Чжу Ын в телесериале MBC 2013 года «Императрица Ки». В сериале она изображается как безжалостная и манипулирующая. Она также изображается как племянница Баяна из рода Меркидов и как сестра племянника Баяна.

1. ^ Л. Кэррингтон Гудрич, Л. Чаоин Фан (1976). Биографический словарь династии Мин, 1368—1644: Том I. Издательство Колумбийского университета. Стр. 1291—1292.